# Antonín Zhoř
Antonín Zhoř (18. ledna 1896 Rosice – 31. března 1965 Brno) byl česky píšící spisovatel, ilustrátor a pedagog.
Psal pro děti a mládež, zpočátku publikoval pod jménem Pavel Čermák.

## Život

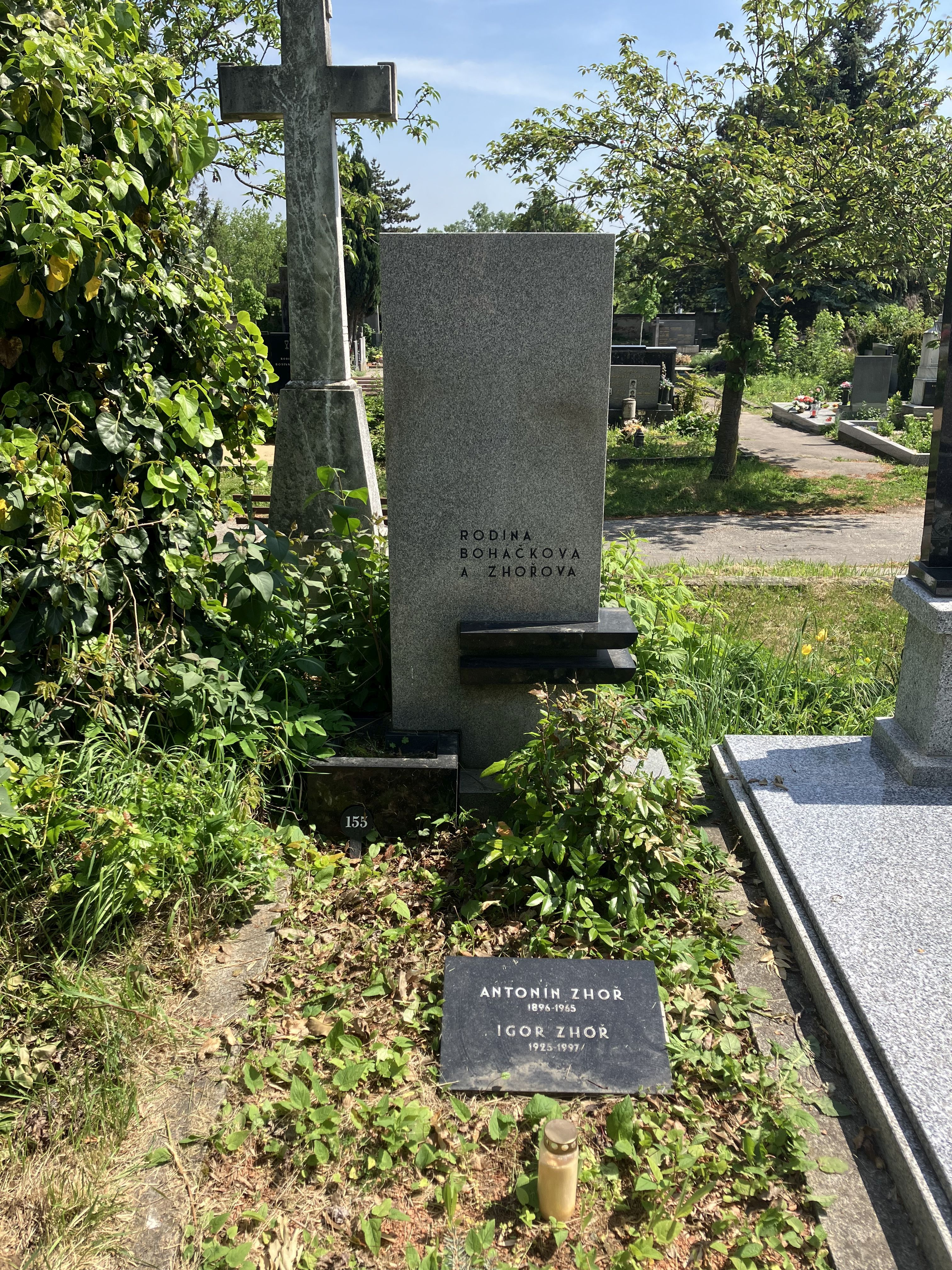
Hrob Antonína Zhoře

Narodil se v Rosicích do rodiny krejčovského mistra Antonína Zhoře (1855–?) a Flory, rozené Štikarové (1862–?). Od roku 1910 studoval na učitelském ústavu v Brně. Po ukončení studia byl zatímním učitelem na obecné škole v Oslavanech. Po vypuknutí první světové války byl v roce 1915 odveden, na ruské frontě se nechal zajmout a přihlásil se do československých legií v Rusku. Po skončení války učil opět v Brně.
V roce 1929 založil vlastní nakladatelství pro děti a mládež Epos. V roce 1934 se toto nakladatelství spojilo s vydavatelským odborem Ústředního sdružení jednot učitelských a vznikla knižnice Antonína Zhoře Jitro. Tato knižnice přečkala 2. světovou válku a zanikla až v roce 1948. Epos a Jitro vydalo za 18 let své existence 73 titulů v celkovém nákladu 300 tisíc výtisků.
V letech 1937–1949 (s výjimkou válečných let 1942–44) redigoval Antonín Zhoř spolu s Karlem Kallábem dětský měsíčník Vlaštovička – časopis šťastných dětí. V knihovně Vlaštovičky vyšlo 19 pohádkových svazečků (637 tisíc výtisků). V letech 1945–1949 redigoval Zhoř ještě časopis Brouček – časopis nejmladších čtenářů. Oba časopisy vydávalo Učitelské nakladatelství (od r. 1947 Komenium, učitelské nakladatelství).
Zemřel v roce 1965 a je pochován na Ústředním hřbitově v Brně, sk. 58/hr. 155.

## Dílo
- Cestou ke svobodě (1926) – autobiografický román
- Hraničářův syn (1930)
- O ženě s hrdinským srdcem (1933) – vydáno k 10. výročí úmrtí Charlotty Garrigue Masarykové
- Neviditelný Toník (1935)
- Jak jsem začínal (1938)
- Poctivý Abe (1940) – román o Abrahamovi Lincolnovi
- Když byl Alois Jirásek maličký (1941)
- Můj pes Jaryk (1941)
- O světlém rytíři a černé zradě (1942)
- Pohádky o chlebíčku (1942)
- Podivné příhody Barona Prášila (1943)
- Památník boje o život národa (1946)
- Učedník kouzelníka Čáryfuka (1946)
- Dorotka a mořští loupežníci (1946)
- O Štylfrýdovi a Bruncvíkovi (1946)
- Pohádky tisíce a jedné noci (1947)
- Tvrdohlavá Marie (1947) – román o Marii Curie-Skłodowské
- Vzpomínky na školní rok 1946/47 (1947)
- To nebylo nic (1948)
- Černý Bob a bílý Bob (1958)
- Sám proti osudu (1962) – o Ludwigu van Beethovenovi
- Bety (1963) – o mládí Boženy Němcové
- Námořník Pepík a opička RRRa (1963) – vyprávění o mladičkém námořníku, který byl zlým kapitánem zanechán na Opičím ostrově, ztraceném v širém moři, spřátelil se s jeho zvířecími obyvateli a založil na něm svůj nový domov
- Kulhavý šermíř (1966) – o životě malíře Jaroslava Čermáka